# Classe Sindhughosh
La classe Sindhughosh est une classe de sous-marins moteurs diesel-électriques de classe Kilo, en service actif dans la marine indienne. Leurs noms sont en sanskrit, mais dans leur forme en alphabet latin, le -a court final est parfois abandonné.
Les sous-marins de classe Sindhughosh, désignés 877EKM, ont été conçus dans le cadre du projet 877 et construits dans le cadre d’un contrat entre Rosvooruzhenie et le ministère de la Défense de l’Inde.
Les sous-marins ont un déplacement de 3 000 tonnes, une profondeur de plongée maximale de 300 mètres, une vitesse maximale de 18 nœuds. Ils sont capables d’opérer en solo pendant 45 jours avec un équipage de 53 personnes. La dernière unité lancée a été la première à être équipée des missiles de croisière antinavires S3M-54 Club (SS-N-27) d’une portée de 220 km.

## Prolongation de la durée de vie et réaménagement
L’INS Sindhuvijay a été modernisé avec le système hydroacoustique USHUS et le système de radiocommunication CCS-MK. Le 29 août 2014, DAC a autorisé la mise à niveau à mi-vie tant attendue des quatre sous-marins de classe Kilo, qui serait effectuée dans des chantiers navals indiens et devrait coûter 4 800 millions de roupies. Le 5 novembre 2014, des sources officielles de HSL ont déclaré que plus de 90 % des travaux avaient été achevés sur le septième sous-marin de la classe Sindhughosh, l’INS Sindhukirti. Prévu pour rejoindre la flotte le 31 mars 2015, il a été remis en service le 23 mai,.
La marine indienne a signé un contrat avec le constructeur naval russe Sevmash pour réaménager et moderniser les sous-marins existants et prolonger leur durée de vie opérationnelle de 35 ans. Le premier sous-marin, l’INS Sindhukesari, sera envoyé pour carénage à partir de juin 2016. Le vaste carénage, dont la valeur est fixée à 5 000 millions de roupies pour un total de quatre sous-marins, prolongera non seulement la durée de vie des bateaux, mais améliorera également leur potentiel de combat. Ils seront équipés d’un missile de croisière d’attaque terrestre Club.
En 2015, l’exercice naval Malabar, entre les marines de l’Inde et des États-Unis, a impliqué l'INS Sindhudhvaj (S56) et l’USS City of Corpus Christi se chassant mutuellement. India Today a rapporté que le Sindhudhvaj a réussi à suivre le Corpus Christi et à tirer un coup au but simulé sans être détecté.
En décembre 2015, L&T a été choisi par le constructeur naval russe Sevmash pour être son partenaire indien dans le projet de radoub. Alors que le premier des quatre sous-marins de la classe Kilo ira au chantier naval russe Zviozdotchka pour inspection et radoub, les trois autres seront probablement modernisés au chantier naval de Kattupalli. Le premier des sous-marins à être modernisé au chantier privé, une première pour l’Inde, entrera en service d’ici 2017. Une commande de deux ou trois sous-marins supplémentaires pourrait également être mise en service, en fonction des plans d’acquisition en cours de la marine indienne,,.

## Incidents
- Le 10 janvier 2008, l’INS Sindhughosh est entré en collision avec le cargo MV Leeds Castle. Le sous-marin aurait subi des dommages superficiels à son kiosque. En conséquence, le sous-marin a été hors service pendant un mois. Le cargo se trouvait dans des eaux peu profondes et étroites[12].
- Le 26 février 2010, un incendie à bord de l’INS Sindhurakshak a tué un marin et en a blessé deux autres. L’incendie était dû à une batterie défectueuse[13]
- Le 14 août 2013, une explosion, suivie d’un incendie, se serait produite sur l’INS Sindhurakshak[14]. Le Sindhurakshak a coulé à quai.
- Le 17 janvier 2014, l’INS Sindhughosh s’est échoué en raison de la marée basse, alors qu’il retournait à l’arsenal naval de Bombay[15].
- Le 26 février 2014, de la fumée a été détectée à bord de l’INS Sindhuratna, rendant inconscients sept marins et causant deux morts. Les marins inconscients ont été transportés par avion à l’hôpital[16].

## Navires de la classe
| Nom               | Pennant number | Constructeur          | Port d'attache        | Mise en service  | Désarmement      | Statut |
| ----------------- | -------------- | --------------------- | --------------------- | ---------------- | ---------------- | --- |
| INS Sindhughosh   | S55            | Sevmash, Severodvinsk | INS Vajrabahu, Bombay | 30 avril 1986    |                  | Réaménagé pour le projet 08773 2002-2005 au chantier naval de Zvezdochka                                                   |
| INS Sindhudhvaj   | S56            | Sevmash, Severodvinsk | INS Vajrabahu, Bombay | 12 juin 1987     |                  | Retiré du service actif en 2021                                                                                            |
| INS Sindhuraj     | S57            | Sevmash, Severodvinsk | INS Vajrabahu, Bombay | 20 octobre 1987  |                  | Réaménagé dans le cadre du projet 08773 au chantier naval de Zvezdochka                                                    |
| INS Sindhuvir     | S58            | Sevmash, Severodvinsk | INS Vajrabahu, Bombay | 26 août 1988     | Mars 2020        | Transféré à la Marine birmane en mars 2020 après avoir terminé un carénage au chantier naval Hindustan Shipyard            |
| INS Sindhuratna   | S59            | Sevmash, Severodvinsk | INS Vajrabahu, Bombay | 22 décembre 1988 |                  | Réaménagé pour le projet 08773 2001-2003 au chantier naval Zvezdochka                                                      |
| INS Sindhukesari  | S60            | Sevmash, Severodvinsk | Visakhapatnam         | 16 février 1989  |                  | Réaménagé dans le cadre du projet 08773 au chantier naval de Zvezdochka                                                    |
| INS Sindhukirti   | S61            | Sevmash, Severodvinsk | Visakhapatnam         | 4 janvier 1990   |                  | Réaménagé pour le projet 08773 de 2007-2015 dans son port d’attache de Visakhapatnam                                       |
| INS Sindhuvijay   | S62            | Sevmash, Severodvinsk | Visakhapatnam         | 18 mars          |                  | Réaménagé pour le projet 08773 2005-2007 au chantier naval Zvezdochka                                                      |
| INS Sindhurakshak | S63            | Sevmash, Severodvinsk | INS Vajrabahu, Bombay | 24 décembre 1997 | 5 septembre 2017 | Réaménagé pour le projet 08773 09.08.2010-2012 au chantier naval Zvezdochka Explosion et naufrage à Mumbai le 14 août 2013 |
| INS Sindhurashtra | S65            | Sevmash, Severodvinsk | Vishakhapatnam        | 19 juillet 2000  |                  | Doit être réaménagé pour le projet 08773                                                                                   |

## Galerie

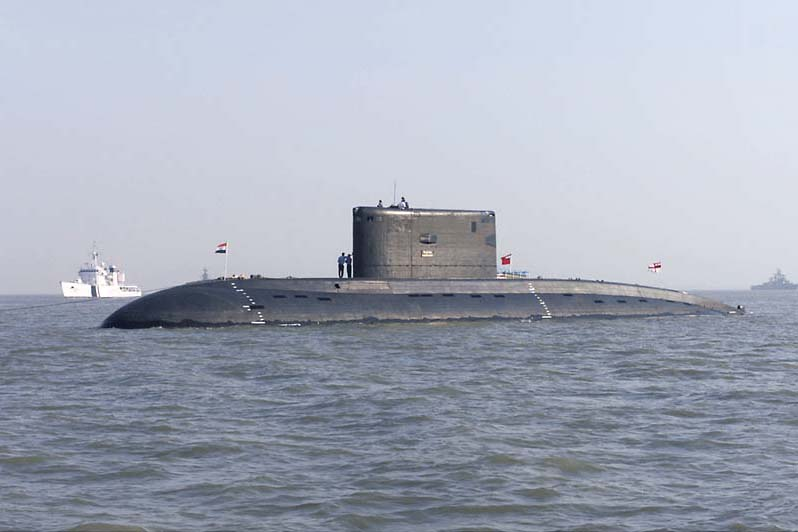
L’INS Sindhurakshak
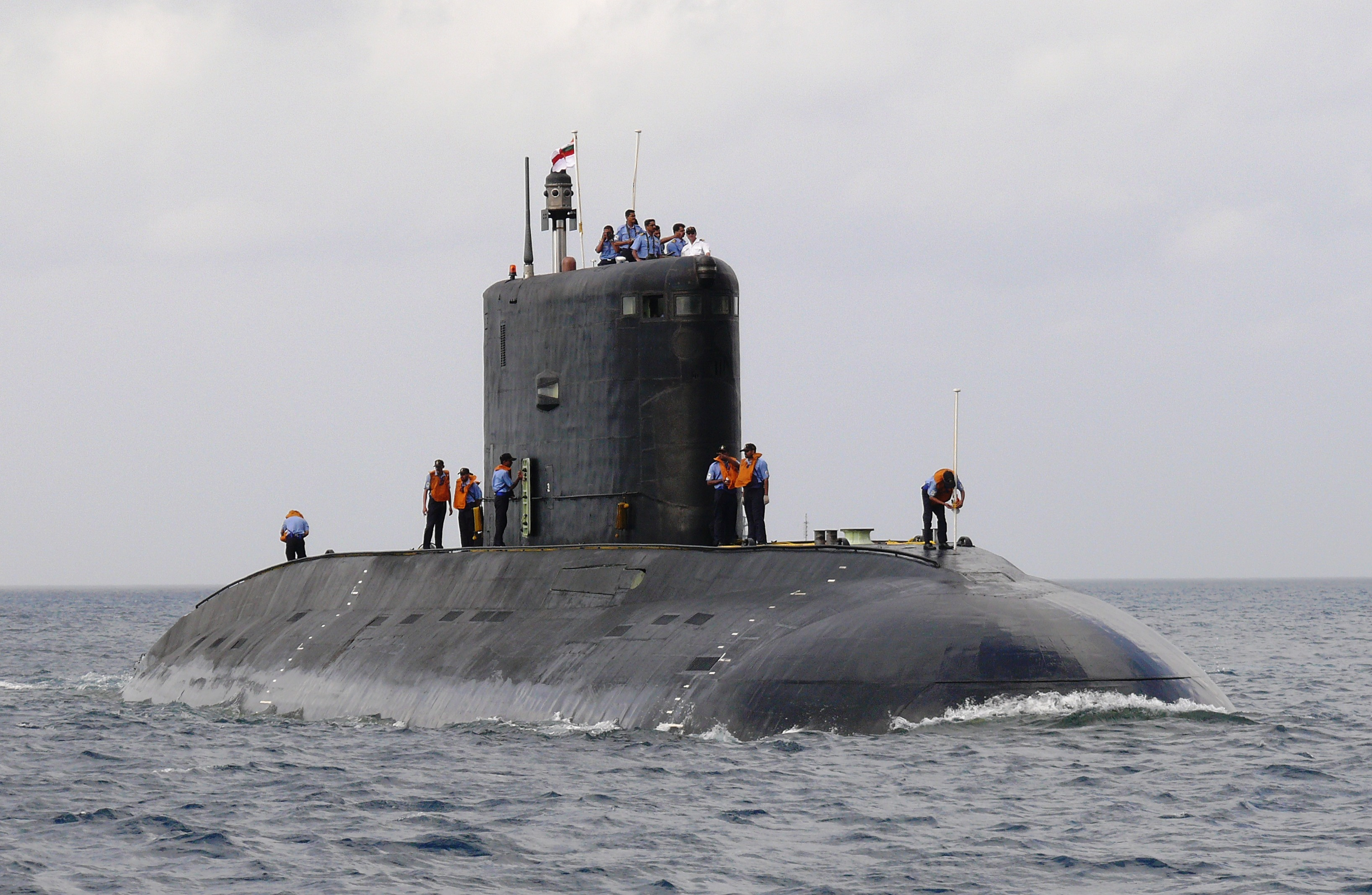
L’INS Sindhuvijay
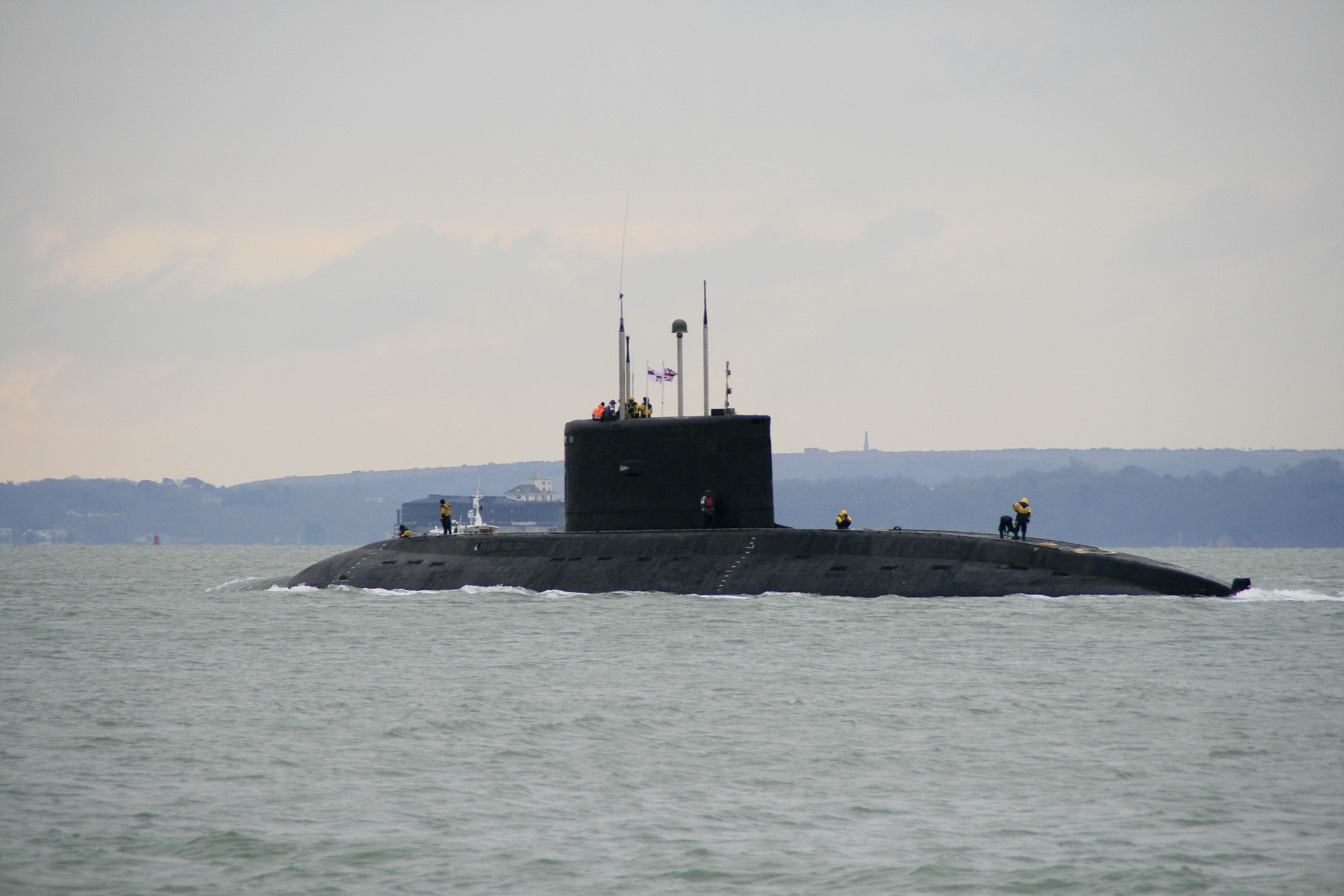
L’INS Sindhurakshak à Portsmouth, en 2013
Design des sous-marins